# 青来有一
青来 有一（せいらい ゆういち、本名:中村 明俊、1958年12月13日 - ）は、日本の小説家。
2001年に『聖水』で芥川賞受賞。

## 来歴・人物
長崎県長崎市生まれ。長崎市立城山小学校、長崎市立淵中学校、長崎県立長崎西高等学校とすべて爆心地から3km以内で育った。長崎大学教育学部卒業後、長崎市役所職員として勤める傍ら、1995年に「ジェロニモの十字架」で第80回文學界新人賞を受賞し作家デビュー。2001年、「聖水」で第124回芥川龍之介賞を受賞。「ジェロニモの十字架」「ウネメの家」「泥海の兄弟」「信長の守護神」に続く5度目の候補での受賞だった。
その後も2019年3月末に定年退職するまで役所勤めを続けながら執筆活動を行った。2005年に市平和推進室長、2010年に長崎原爆資料館長に就任。2007年、長崎を舞台にした連作集『爆心』で第18回伊藤整文学賞、第43回谷崎潤一郎賞受賞。同作は2013年に『爆心 長崎の空』のタイトルで映画化された。
ペンネームは「セーラームーン」に由来するとされていたが、2013年のインタビューで「誤解です。本当は違います。観たこともない。でももう面倒なので放置しています」と答えている。
両親が被爆者。自身、被爆2世である。長崎市役所を2019年3月末で定年退職するとともに9年務めた長崎原爆資料館長を退いた。
2019年4月から、長崎大学核兵器廃絶研究センター（RECNA）の客員教授に就任。執筆活動、講演会活動などを継続している。

## 作品リスト
- 『聖水』（2001年、文藝春秋/2004年6月、文春文庫）
  - 「ジェロニモの十字架」（『文學界』1995年6月号）
  - 「泥海の兄弟」（『文學界』1996年12月号）
  - 「信長の守護神」（『文學界』1999年4月号）
  - 「聖水」（『文學界』2000年12月号）
- 『月夜見の島』（2002年、文藝春秋）
  - 「月夜見の島」（『文學界』2002年7月号）
- 『眼球の毛』（2003年、講談社）
- 『爆心』（2006年、文藝春秋）のち文庫　
  - 「釘」（『文學界』2005年2月号）
  - 「石」（『文學界』2005年7月号）
  - 「虫」（『文學界』2005年8月号）
  - 「蜜」（『文學界』2006年1月号）
  - 「貝」（『文學界』2006年3月号）
  - 「鳥」（『文學界』2006年7月号）
- 『てれんぱれん』（2007年、文藝春秋）
- 『夢の栓』（2012年、幻戯書房）
  - 「夢の栓」（『文學界』2008年1月号）
  - 「3という数字」（『文學界』2008年7月号）
  - 「ブーゲンビリア号の船長」（『文學界』2009年4月号）
  - 「夜の息子、眠りの兄弟」（『文學界』2009年1月号）
  - 「一万年のパートナー」（『文學界』2008年4月号）
- 『悲しみと無のあいだ』（2015年、文藝春秋）
  - 「愛撫、不和、和解、愛撫の日々」（『文學界』2014年3月号）
  - 「悲しみと無のあいだ」（『文學界』2014年7月号）
- 『人間のしわざ』（2015年、集英社）
  - 「人間のしわざ」（『すばる』2012年1月号）
  - 「神のみわざ」（『すばる』2013年1月号）
- 『小指が燃える』（2017年、文藝春秋）
  - 「沈黙のなかの沈黙」（『三田文学』2017年春季号）
  - 「小指が燃える」（『文學界』2017年1月号）

## 単行本未収録作品
- 「ウネメの家」（『文學界』1996年6月号）
- 「芳香」（『文學界』2007年2月号）
- 「ことばの蟻たち」（『文學界』2010年1月号）
- 「スズメバチの戦闘機」（『文學界』2010年4月号）
- 「余命零日」（『文學界』2010年7月号）
- 「小指が重くて」（『文學界』2010年11月号）
- 「惑乱」（『文學界』2011年7月号）
- 「ルンビニ」（『文學界』2012年1月号）
- 「タスケテー」（『三田文学』2014年冬季号）
- 「珊瑚礁の外で」（『文學界』2018年5月号）
- 「フェイクコメディ」（『すばる』2018年9月号）
- 「ノンセクトラジカル」（『三田文学』2019年夏季号）